# Chemistry (Girls Aloud)
Chemistry (in italiano chimica) è il terzo album del gruppo musicale pop britannico Girls Aloud, pubblicato dall'etichetta discografica Polydor il 5 dicembre 2005 nel Regno Unito. Pochi giorni prima era stato pubblicato in Irlanda. È stato anche pubblicato in versione natalizia, con una copertina differente e contenente un disco di canzoni classiche natalizie.

## Contesto
L'album è stato anticipato dal singolo Long Hot Summer, uscito l'estate precedente, che raggiunse la settima posizione della classifica in Gran Bretagna. Il successivo singolo, Biology, è stato pubblicato nel mese di novembre e poche settimane prima dell'album stesso, seguito a distanza di appena un mese dal terzo singolo See the Day, cover dell'omonimo brano della cantautrice britannica Dee C. Lee. Entrambi i singoli ottennero un buon successo di vendite, raggiungendo rispettivamente la quarta e la nona posizione della classifica britannica. Biology ha vinto anche il Popjustice £20 Music Prize nel 2006, premio assegnato al miglior singolo pop britannico.
La promozione del disco si concluse nei primi mesi del 2006 con la pubblicazione del quarto e ultimo singolo, Whole Lotta History, che raggiunse la sesta posizione della classifica.
L'album è stato un successo ma non raggiunse le posizioni dei precedenti, fermandosi comunque all'undicesimo posto.
Nel febbraio del 2006 l'album è stato pubblicato anche in Australia e in Nuova Zelanda, senza però ottenere successo.

## Produzione
Come i precedenti album del gruppo, anche Chemistry è stato scritto e prodotto dagli Xenomania. A differenza dei precedenti album, tuttavia, l'album contiene due tracce cantate esclusivamente da una delle ragazze; si tratta di It's Magic, cantata da Nicola Roberts, e No Regrets, da Nadine Coyle.
L'album è stato pubblicato in due differenti formati: in Australia e Nuova Zelanda, infatti, la lista tracce è apparsa leggermente differente dall'originale, in quanto non compaiono le canzoni Racy Lacey e No Regrets per lasciare spazio ad I'll Stand by You e The Show, singoli di successo del precedente album What Will the Neighbours Say? non diffuso oltre il Regno Unito e l'Irlanda.
Il disco bonus della versione originale, invece, conteneva cover di canzoni natalizie tra cui White Christmas e Jingle Bell Rock.

## Tracce e formati
Standard Edition. (Polydor / 9875390 (UK)
1. Intro – 0:41 (Xenomania)
2. Models – 3:28 (Miranda Cooper, Brian Higgins, Tim Powell, Nick Coler, Lisa Cowling, Myra Boyle)
3. Biology – 3:35 (Miranda Cooper, Brian Higgins, Tim Powell, Lisa Cowling, Giselle Sommerville)
4. Wild Horses – 3:23 (Miranda Cooper, Brian Higgins, Nick Coler, Lisa Cowling, Myra Boyle, Shawn Lee)
5. See the Day – 4:04 (Dee C. Lee)
6. Watch Me Go – 4:05 (Miranda Cooper, Brian Higgins, Tim Powell, Lisa Cowling, Shawn Lee, JC Chasez)
7. Waiting – 4:13 (Miranda Cooper, Brian Higgins, Lisa Cowling, Shawn Lee, Paul Woods, Tim "Rolf" Larcombe)
8. Whole Lotta History – 3:47 (Miranda Cooper, Brian Higgins, Lisa Cowling, Giselle Sommerville, Tim "Rolf" Larcombe, Xenomania)
9. Long Hot Summer – 3:52 (Miranda Cooper, Brian Higgins, Giselle Sommerville, Myra Boyle, Shawn Lee, Tim "Rolf" Larcombe)
10. Swinging London Town – 4:02 (Miranda Cooper, Brian Higgins, Tim Powell, Matt Gray)
11. It's Magic – 3:55 (Girls Aloud, Miranda Cooper, Brian Higgins, Tim Powell)
12. No Regrets – 3:21 (Miranda Cooper, Brian Higgins, Matt Gray)
13. Racy Lacey – 3:06 (Miranda Cooper, Brian Higgins, Matt Gray)

Bonus Disc (Limited Edition Version). (Polydor / 9875462 (UK)
1. I Wish It Could Be Christmas Everyday – 3:59 (Roy Wood)
2. I Wanna Kiss You So (Christmas in a Nutshell) – 3:38 (Holly Bush, S. Claws, Henry Misteltoe, Beth Lehem, Festiv Gifts)
3. Jingle Bell Rock – 1:57 (J.C. Beal, J.R. Boothe)
4. Not Tonight Santa – 2:42 (Holly Bush, S. Claws, Henry Mistletoe, Beth Lehem, Festiv Gifts)
5. White Christmas – 2:57 (Irving Berlin)
6. Count the Days – 3:56 (Holly Bush, S. Claws, Henry Mistletoe, Beth Lehem, Festiv Gifts)
7. Christmas Round at Ours – 3:06 (Holly Bush, S. Claws, Henry Misteltoe, Beth Lehem, Logg)
8. Merry Xmas Everybody – 3:48 (Jim Lea, Noddy Holder)

Australia & New Zealand Edition. (Polydor)
1. Intro – 0:41 (Xenomania)
2. Models – 3:28 (Miranda Cooper, Brian Higgins, Tim Powell, Nick Coler, Lisa Cowling, Myra Boyle)
3. Biology – 3:35 (Miranda Cooper, Brian Higgins, Tim Powell, Lisa Cowling, Giselle Sommerville)
4. Wild Horses – 3:23 (Miranda Cooper, Brian Higgins, Nick Coler, Lisa Cowling, Myra Boyle, Shawn Lee)
5. See the Day – 4:04 (Dee C. Lee)
6. The Show – 3:36 (Miranda Cooper, Brian Higgins, Tim Powell, Lisa Cowling, Jon Shave, Xenomania)
7. Watch Me Go – 4:05 (Miranda Cooper, Brian Higgins, Tim Powell, Lisa Cowling, Shawn Lee, JC Chasez)
8. Waiting – 4:13 (Miranda Cooper, Brian Higgins, Lisa Cowling, Shawn Lee, Paul Woods, Tim "Rolf" Larcombe)
9. Whole Lotta History – 3:47 (Miranda Cooper, Brian Higgins, Lisa Cowling, Giselle Sommerville, Tim "Rolf" Larcombe, Xenomania)
10. Long Hot Summer – 3:52 (Miranda Cooper, Brian Higgins, Giselle Sommerville, Myra Boyle, Shawn Lee, Tim "Rolf" Larcombe)
11. Swinging London Town – 4:02 (Miranda Cooper, Brian Higgins, Tim Powell, Matt Gray)
12. It's Magic – 3:55 (Girls Aloud, Miranda Cooper, Brian Higgins, Tim Powell)
13. I'll Stand by You – 3:43 (Chrissie Hynde, Tom Kelly, Billy Steinberg)

## Classifiche
| Classifica (2005) | Posizione raggiunta |
| ----------------- | ------------------- |
| Regno Unito       | 11                  |
| Irlanda           | 31                  |